# John Krasinski

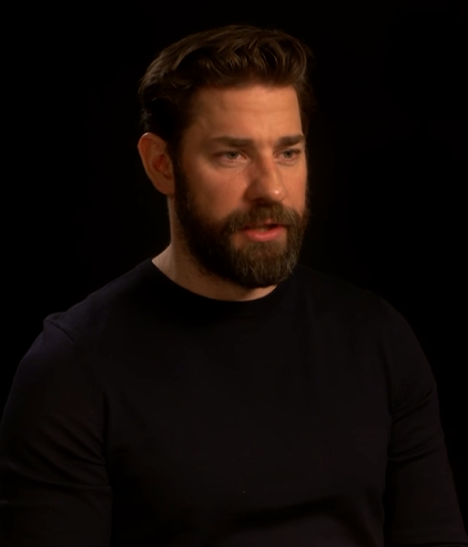
John Krasinski (2018)

John Burke Krasinski (* 20. Oktober 1979 in Newton, Massachusetts) ist ein US-amerikanischer Schauspieler, Filmproduzent, Drehbuchautor und Filmregisseur.

## Leben
Der Vater des als jüngster von vier Brüdern geborenen Krasinski hat polnische Wurzeln. Krasinskis Mutter, irischer Abstammung, war Krankenschwester. Sein Vater war Arzt. An der Highschool trat er in Amateuraufführungen auf. Sein Studium der englischen Literatur schloss er an der Brown University ab und nahm zeitweise Unterricht am Eugene O’Neill National Theatre Institute. 
Krasinski ist seit dem 10. Juli 2010 mit der Schauspielkollegin Emily Blunt verheiratet. Die beiden sind Eltern zweier Töchter (* 2014 und 2016).

## Karriere
Krasinski erhielt erste Filmrollen im Jahr 2002. Nach einigen kleineren Rollen und Gastauftritten im Fernsehen erhielt Krasinski eine größere Rolle in der Fernsehserie Das Büro, in der er von 2005 bis 2013 auftrat. Für diese Rolle wurde er 2007 und 2008 jeweils zusammen mit dem Ensemble der Serie mit einem Screen Actors Guild Award ausgezeichnet.

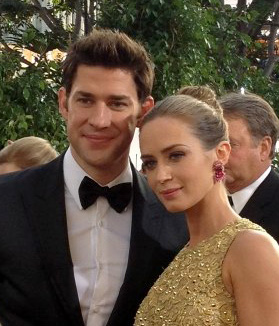
Krasinski mit seiner Ehefrau Emily Blunt bei den Golden Globe Awards 2013

In dem Independent-Actionfilm A New Wave spielte er 2007 eine der Hauptrollen. Im selben Jahr spielte er in der Komödie Lizenz zum Heiraten die Rolle von Ben Murphy, der Sadie Jones (Mandy Moore) heiraten will und dabei fortwährend den Schikanen des Reverend Frank (Robin Williams) ausgesetzt ist. In der Sportlerkomödie Ein verlockendes Spiel spielte er 2008 die Rolle des Erster-Weltkrieg-Helden Carter Rutherford, der zunächst den von George Clooney verkörperten Football-Teamchef in seine Mannschaft holt und mit diesem dann um die Gunst einer Sportreporterin (Renée Zellweger) konkurriert.
Als Produzent, Drehbuchautor und Regisseur verfilmte Krasinski 2009 die Kurzgeschichtensammlung von David Foster Wallace Kurze Interviews mit fiesen Männern. Der Film war Krasinskis Regiedebüt. In den Jahren 2010 bis 2012 inszenierte er drei Folgen der Serie Das Büro. Als Drehbuchautor und Darsteller war er 2012 an Promised Land beteiligt. Die Hollars – Eine Wahnsinnsfamilie aus dem Jahr 2016 war sein zweiter Spielfilm. 2018 erfolgte die Veröffentlichung des Thrillers A Quiet Place. Er übernahm neben der männlichen Hauptrolle – die weibliche übernahm seine Frau Emily Blunt – auch die Regie und war am Drehbuch beteiligt. Für die Fortsetzung A Quiet Place 2, die im März 2020 ihre Premiere feierte, fungierte er erneut als Regisseur und Drehbuchautor.
Das US-Magazin People wählte Krasinski im November 2024 zum „Sexiest Man Alive 2024“.

## Filmografie (Auswahl)
Als Schauspieler
- 2002: Fighting Still Life (Kurzfilm)
- 2004: Kinsey – Die Wahrheit über Sex (Kinsey)
- 2004: New York Taxi (Taxi)
- 2005: Duane Hopwood
- 2005: Jarhead – Willkommen im Dreck (Jarhead)
- 2005–2013: The Office (Fernsehserie)
- 2006: Es lebe Hollywood (For Your Consideration)
- 2006: Liebe braucht keine Ferien (The Holiday)
- 2006: Dreamgirls
- 2007: A New Wave
- 2007: Smiley Face
- 2007: Shrek der Dritte (Shrek the Third, Stimme von Lancelot)
- 2007: Lizenz zum Heiraten (License to Wed)
- 2008: Ein verlockendes Spiel (Leatherheads)
- 2009: Away We Go – Auf nach Irgendwo (Away We Go)
- 2009: Wenn Liebe so einfach wäre (It’s Complicated)
- 2011: Fremd Fischen (Something Borrowed)
- 2011: Die Muppets (The Muppets)
- 2012: Der Ruf der Wale (Big Miracle)
- 2012: Promised Land
- 2012: Versuchung – Kannst du widerstehen? (Nobody Walks)
- 2015: Aloha – Die Chance auf Glück (Aloha)
- 2016: 13 Hours: The Secret Soldiers of Benghazi
- 2016: Die Hollars – Eine Wahnsinnsfamilie (The Hollars)
- 2017: Detroit
- 2018: A Quiet Place
- 2018: Next Gen – Das Mädchen und ihr Roboter (Next Gen, Stimme von Projekt 77)
- 2018–2023: Tom Clancy’s Jack Ryan (Fernsehserie)
- 2020: A Quiet Place 2 (A Quiet Place: Part II)
- 2022: Doctor Strange in the Multiverse of Madness
- 2022: DC League of Super-Pets (Stimme von Superman)
- 2024: IF: Imaginäre Freunde (IF)
- 2025: Fountain of Youth

Als Filmemacher
- 2012: Promised Land (Drehbuch und Produktion)
- 2016: Die Hollars – Eine Wahnsinnsfamilie (The Hollars, Regie und Produktion)
- 2018: A Quiet Place (Regie und Drehbuch)
- 2020: A Quiet Place 2 (A Quiet Place: Part II, Regie, Drehbuch und Produktion)
- 2024: IF: Imaginäre Freunde (IF, Regie, Drehbuch und Produktion)
- 2024: A Quiet Place: Tag Eins (A Quiet Place: Day One, Produktion)
- 2024: Apartment 7A (Produktion)

## Auszeichnungen (Auswahl)
- 2019: Writers Guild of America Award: Nominierung für das beste Originaldrehbuch (A Quiet Place)[3]
- 2024: Sexiest Man Alive[2]